# Scarborough (stacja kolejowa)
Scarborough – stacja kolejowa w mieście Scarborough w hrabstwie North Yorkshire na linii kolejowej North TransPennine.

## Ruch pasażerski
Ze stacji korzysta ok. 773 000 pasażerów rocznie i ma tendencję wzrostową (dane za rok 2007). Posiada bezpośrednie połączenia z Yorkiem. Liverpoolem i Manchesterem. Pociągi odjeżdżają ze stacji w każdym kierunku odstępach co najwyżej godzinnych w każdą stronę.

## Obsługa pasażerów
Kasy biletowe, automaty biletowe, poczekalnia klasy II, bramki biletowe, telefon publiczny, bufet. Stacja dysponuje parkingiem samochodowym na 84 miejsca i rowerowym na 12 miejsc.